# Валь-д'Уст
Валь-д'Уст (фр. Val d'Oust) — муніципалітет у Франції, у регіоні Бретань, департамент Морбіан. Валь-д'Уст утворено 1 січня 2016 року шляхом злиття муніципалітетів Ла-Шапель-Каро, Кілі i Ле-Рок-Сент-Андре. Адміністративним центром муніципалітету є Ле-Рок-Сент-Андре. Населення — 2790 осіб (01.01.2021).